# Чёрная Аннис
Чёрная Аннис — персонаж английского фольклора. Считалось, что она обитала в пещере в окрестностях Лестера, недалеко от Дэйн Хиллс. По одной из версий, её образ восходит к кельтской богине Дану.

## Описание
Чёрная Аннис описывается как одноглазая карга с длинными, острыми зубами и когтями, очень бледной кожей, с лицом, отдающим синевой. Распространено также представление о Чёрной Аннис как о гигантской ужасной чёрной кошке-оборотне.
Люди верили, что Чёрная Аннис обитала в пещере, которую выцарапала своими когтями в корнях старого дуба, единственного дерева, оставшегося от древнего необъятного леса, когда-то покрывавшего всё графство. Чудовище покидало своё убежище только с наступлением темноты и нападало на одиноких путников, которые по неосторожности могли подойти к логову слишком близко. Чёрная Аннис никогда не упускала возможность отведать человеческой плоти, но чаще всего её жертвами становились маленькие дети. Жители Лестера часто пугали непослушных детей, уходивших из дома после наступления сумерек: «Будь осторожен, а то Чёрная Аннис доберётся до тебя».
Люди настолько сильно верили в существование Чёрной Аннис, что в домах, находившихся неподалёку от предполагаемого места её обитания, было одно-единственное маленькое окошко, рядом с которым подвешивали различные обереги и «ведьмины травы», которые должны были отпугнуть чудовище. Считалось, что Чёрная Аннис могла просунуть руки в окно (в те времена ещё не было стёкол) и украсть младенца прямо из колыбели. По легенде, вой голодного чудовища был слышен на несколько миль вокруг, испуганные крестьяне старались держаться поближе к своим очагам и боялись даже смотреть в сторону окон.
Детей, подходивших к пещере Чёрной Аннис слишком близко, ждала страшная участь. Ведьма внезапно набрасывалась на них, рвала их плоть зубами и когтями, высасывала кровь из вен, а потом снимала с них кожу и развешивала её на ветвях своего дерева, как своеобразный трофей.
Возможно, что Чёрная Аннис также связана с подземельем замка Лестер. Согласно легенде, существовал тоннель, соединявший её пещеру с подземельем замка.
В центральных графствах Англии вера в Чёрную Аннис жива и по сей день.